# Decachela dogieli
Decachela dogieli là một loài nhện biển trong họ Ascorhynchoidea (incertae sedis). Chúng được miêu tả khoa học năm 1961 bởi Losina-Losinsky.